# 물맑은양평종합운동장
물맑은양평종합운동장(물맑은楊平綜合運動場, Mulmalgeun Yangpyeong Stadium)은 대한민국 경기도 양평군에 있는 스포츠 시설이다. 인조잔디 필드와 우레탄 트랙이 갖춰진 다목적 경기장이며, 2018년 4월에 준공되었다.

## 참고 문헌
- “체육시설 운영”. 양평공사. 2020년 8월 7일에 원본 문서에서 보존된 문서. 2020년 8월 3일에 확인함.
- 《2019년 전국 공공체육시설 현황 (2018년말 기준)》. 대한민국 문화체육관광부. 2020.
- 《2023 전국 공공체육시설 현황 (2022년 12월말 기준)》. 대한민국 문화체육관광부. 2024.